# Пуоджюнас, Гедрюс
Гедрюс Пуоджюнас (лит. Giedrius Puodžiūnas; род. 20 июля 1967, Паневежис, Литовская ССР, СССР) — литовский государственный служащий и дипломат.

## Биография
Родился 20 июля 1967 года в Паневежесе. В 1991 году окончил исторический факультет Вильнюсского университета. В 1993 году поступил на службу в Министерство иностранных дел Литвы, где служил вторым, после первым секретарем в отделе по Восточной и Центральной Европе.
В 1995 году прослушал дипломатические курсы при Министерстве иностранных дел Германии.
С 1997 по 2000 год служил первым секретарём в посольстве Литвы в Польше. В 2000—2001 году был временным поверенным в делах этого посольства.
В 2001—2006 годах возглавлял департамент государственного и дипломатического протокола Министерства иностранных дел Литвы.
В 2006—2012 годах — посол Литвы в Австрии (с 2007 года с одновременной аккредитацией в Республике Словения, Словацкой Республике, Республике Хорватии и Княжестве Лихтенштейн). Позднее он занимал должность главы департамента информации и связей с общественностью в Министерстве иностранных дел Литвы.
После решения Австрийской Республики об освобождении бывшего офицера КГБ, подозреваемого в деле 13 января 1991 года, командира отряда «Альфа» Михаила Головатова, по распоряжению президента Дали Грибаускайте, Министерство иностранных дел Литвы отозвало своего посла Гедрюса Пуоджюнаса из Вены. С 20 июля 2015 года — посол Литвы в Грузии.

## Награды
- Рыцарский крест ордена «За заслуги перед Литвой» (2003).
- Великий офицер Орден Заслуг (2003, Португалия)[3].
- Орден Белой звезды 2 класса (2004, Эстония)[4].